# Vlag van Slovenië

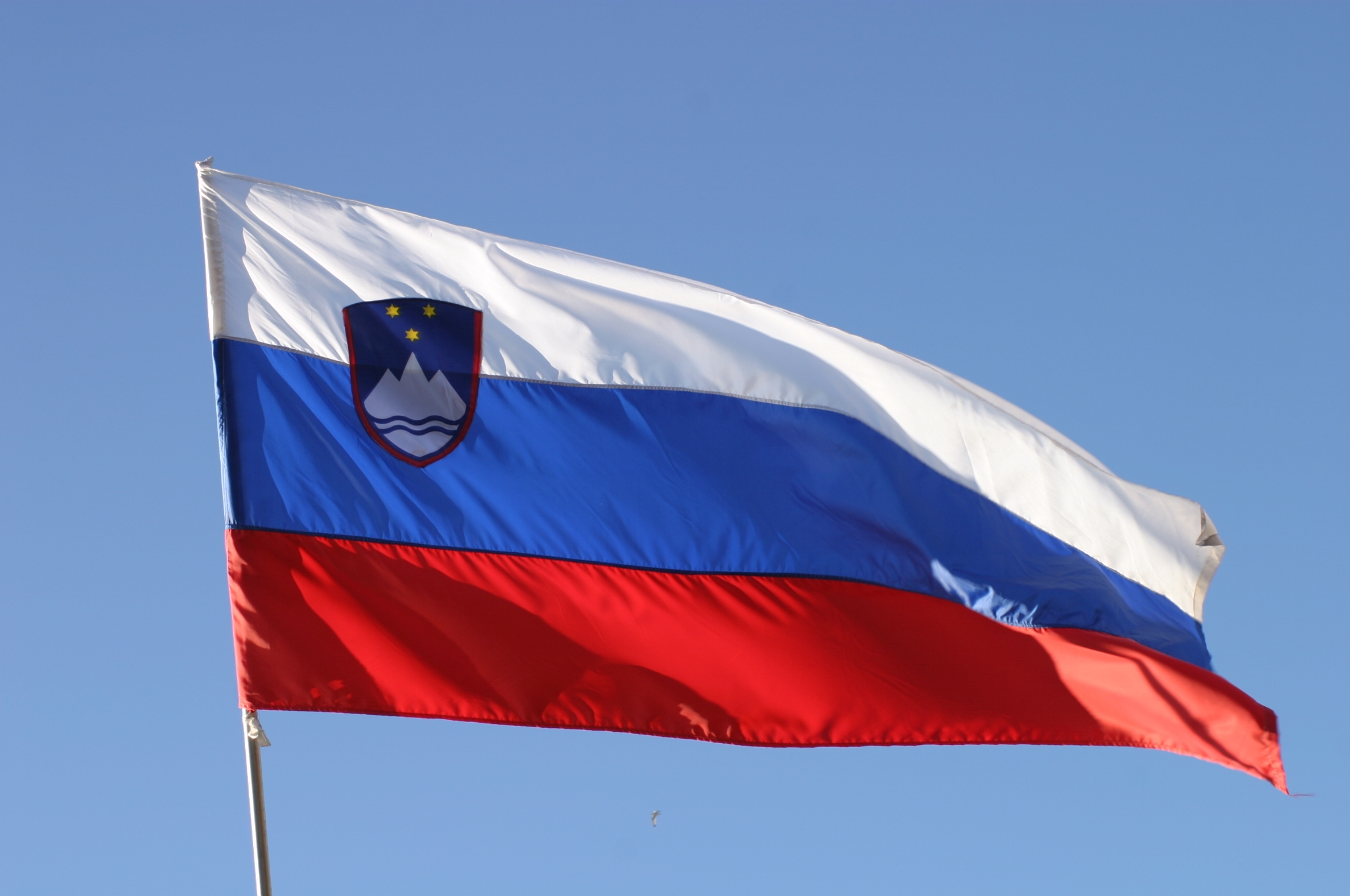
Wapperende Sloveense vlag

De nationale vlag van Slovenië bestaat uit drie gelijke horizontale balken in de kleuren wit (boven), blauw en rood. In de bovenhoek aan de hijskant staat het wapenschild van Slovenië afgebeeld, gecentreerd tussen de witte en blauwe balken. Slovenië nam deze vlag op 27 juni 1991 officieel in gebruik.

## Symboliek
De kleuren van de vlag zijn pan-Slavisch, maar werden voor de opkomst van het panslavisme (halverwege de negentiende eeuw) al gebruikt op wapenschilden, en gezien als nationale kleuren. De volgorde van de kleuren komt overeen met die van de Russische vlag, hetgeen de door de negentiende-eeuwse panslavisten gevoelde verbondenheid met Rusland uitdrukt. Het wapenschild is een schild met daarop de Triglav, de hoogste berg van Slovenië. Onderaan staan twee golvende blauwe lijnen die de Adriatische Zee en lokale rivieren vertegenwoordigen. Aan de bovenkant staan drie zesbenige gele sterren die in een omgekeerde driehoeksvorm staan; deze sterren komen uit het wapen van de hertogen van Celje.

## Geschiedenis
In 1848, tijdens de opkomst van het panslavisme, namen de Slovenen voor het eerst een vlag in gebruik, zij het dat deze geen officiële functie had. Deze vlag was een wit-blauw-rode driekleur, gebaseerd op de Russische vlag. Het zou echter tot 1945 duren voordat het gebied een geheel werd. Tot die tijd was het land verdeeld tussen de omringende landen Duitsland, Italië en Oostenrijk, die ieder hun eigen cultuur aan de bevolking wilden opleggen.
De wit-blauw-rode driekleur uit 1848 was in 1945 de basis voor de eerste officiële Sloveense vlag. In 1941, tijdens de Tweede Wereldoorlog, namen de Sloveense partizanen die streden tegen de Asmogendheden een soortgelijke vlag aan, met een rode ster in het midden. In dezelfde periode gebruikten de met de Duitsers collaborerende Domobranci een vlag in dezelfde kleuren aan, maar met het wapen van het Hertogdom Krain over de vlag.
Als deelrepubliek van Joegoslavië gebruikte de Socialistische Republiek Slovenië tussen 1945 en 1990 een wit-blauw-rode driekleur met in het midden de Joegoslavische ster. De vlag werd op 16 januari 1947 officieel aangenomen.

? De vlag van 1848
? De partizanenvlag van 1941
? Vlag van de Duitsgezinde Domobranci
? Vlag van de SR Slovenië (ratio 1:2)

## Overige vlaggen
De Sloveense marine heeft in 1995 een geus ingevoerd met het wapen op een blauw vlak. Deze werd in 1996 opgevolgd door een geus met drie gelijke horizontale banen in de kleuren wit, blauw en geel. Deze kleuren zijn ontleend aan het wapen. Verder hebben diverse hoogwaardigheidsbekleders hun eigen standaard.

? Geus van de Sloveense marine (1995-1996) (ratio 2:3)
Geus van de Sloveense marine (1996-heden) (ratio 1:2)

## Een nieuwe vlag?
In 2004 werd er een campagne opgezet waarbij mensen hun ontwerp voor een nieuwe vlag konden inzenden. Dit past in een debat dat al langere tijd in Slovenië aan de gang is en dat gaat over de vraag of er een nieuwe vlag moet komen. Het doel van het invoeren van een nieuwe vlag is dat dit ervoor zorgt dat de Sloveense vlag internationaal bekender wordt. Nu lijkt de Sloveense vlag namelijk sterk op de Slowaakse vlag en in mindere mate op die van Rusland. Binnen Slovenië bestaat echter dermate veel weerstand tegen het invoeren van een nieuwe vlag, dat dit wellicht niet zal gaan gebeuren.